# Linus Hallenius
Linus Hallenius, född 1 april 1989 i Sundsvall, är en svensk fotbollsspelare som spelar för Kubikenborgs IF i Division 3.

## Biografi
Under övergångsperioden sommaren 2009 ryktades det länge om att Hallenius var nära att skriva på för Örgryte IS, och flera medier uppgav, felaktigt, att han var klar för Örgryte IS, vilket dock dementerades av klubben. Dock var man överens med GIF Sundsvall om en övergångssumma, men Hallenius själv tvekade. Den 7 juli 2009 skrev han på ett 3,5 års kontrakt med Hammarby IF. Under hösten 2009 startade Hallenius i fyra matcher och gjorde fyra inhopp i Allsvenskan.
Under säsongen 2010, då i Superettan efter degraderingen från Allsvenskan, gjorde Hallenius stor succé med hela 18 mål på 23 spelade matcher. 
Succén i Superettan 2010 gjorde att Hallenius blev en av klubbens högst värderade tillgångar. Klubbens ekonomi var samtidigt dålig och pengar behövdes. Därmed blev en försäljning aktuell mot slutet av augusti. Efter många turer blev det den 31 augusti klart att Linus Hallenius gick till italienska Serie A-laget Genoa CFC efter att Hammarbys säsong 2010 var fullföljd. Linus Hallenius såldes för cirka 17 miljoner kronor men Hammarby avslöjade inte hur stor andel av beloppet som gick till klubbkassan efter att agenter och tidigare klubbar fått sina andelar, men sade att affären "stabiliserar klubbens ekonomi". Linus Hallenius tvingades sedan avstå spel höstsäsongen av superettan på grund av problem med sitt knä. Den 1 december 2010 lämnade han Hammarby för Genoa.
Under en bortamatch mot Syrianska FC den 20 juni 2010 gjorde Linus Hallenius ett uppseendeväckande mål då han på vänsterkanten i utkanten av straffområdet först tog ner en boll på bröstet, slog ett tillslag över huvudet på sig själv, vände om och klippte till bollen på volley ur snäv vinkel via bortre stolpen i mål. Målet blev "Årets mål" på Fotbollsgalan 2010 och blev även nominerat som en av kandidaterna till Fifa Puskás Award (årets mål) 2010.
2010 tog Hammarby också silver i Svenska Cupen, där Linus Hallenius deltog i tre av de sex matcherna - och gjorde mål i två av dem samt två assist.
Den 17 juli 2014 presenterades Hallenius åter i Hammarby IF, efter att ha signerat ett treårigt kontrakt med klubben.
Den 26 januari 2016 presenterades Hallenius för Helsingborgs IF, där han skrev på ett treårskontrakt.
I januari 2017 återvände Hallenius till GIF Sundsvall, där han skrev på ett fyraårskontrakt (med möjlighet för båda parter att bryta efter två år). Den 5 augusti 2018 gjorde han sin 100:e match i GIF Sundsvall och blev samtidigt målskytt, vilket gjorde honom till klubbens meste målskytt i Allsvenskan genom tiderna. När säsongen 2018 summerades hade Hallenius gjort 18 mål vilket var näst bäst i Allsvenskan (efter Paulinho på 20 mål). 
Hallenius valde att säga upp kontraktet efter säsongen men den 16 december 2018 presenterades att han skrivit på ett nytt femårskontrakt med GIF Sundsvall.
Den 17 juni 2019 presenterade den cypriotiska klubben APOEL att Hallenius skrivit på ett tvåårskontrakt och att man köper loss honom från GIF Sundsvall. I juli 2020 kom Hallenius och APOEL överens om att bryta kontraktet. Den 11 juli 2020 blev Hallenius klar för IFK Norrköping, kontraktet är skrivet på två år. Redan sex månader senare kom Norrköping och Hallenius överens om att bryta kontraktet i förtid. 
I januari 2021 skrev han på ett nytt tvåårskontrakt med GIF Sundsvall.
Den 12 februari 2024 blev Hallenius klar för Kubikenborgs IF i Division 3.

## Karriärstatistik
| Klubb                                                      | Säsong            | Inhemsk liga      | Inhemsk liga | Inhemsk liga | Nat. täv. | Nat. täv. | Internat. täv. | Internat. täv. | Totalt | Totalt |
| Klubb                                                      | Säsong            | Serie             | SM           | Mål          | SM        | Mål       | SM             | Mål            | SM     | Mål    |
| ---------------------------------------------------------- | ----------------- | ----------------- | ------------ | ------------ | --------- | --------- | -------------- | -------------- | ------ | ------ |
| GIF Sundsvall                                              | 2006              | Superettan        | 2            | 0            | 0         | 0         | 0              | 0              | 2      | 0      |
| GIF Sundsvall                                              | 2007              | Superettan        | 14           | 4            | 0         | 0         | 0              | 0              | 14     | 4      |
| GIF Sundsvall                                              | 2008              | Allsvenskan       | 28           | 3            | 0         | 0         | 0              | 0              | 28     | 3      |
| GIF Sundsvall                                              | 2009              | Superettan        | 13           | 3            | 2         | 1         | 0              | 0              | 15     | 4      |
| GIF Sundsvall                                              | Totalt i klubblag | Totalt i klubblag | 57           | 10           | 2         | 1         | 0              | 0              | 59     | 11     |
| Hammarby IF                                                | 2009              | Allsvenskan       | 8            | 0            | 0         | 0         | 0              | 0              | 8      | 0      |
| Hammarby IF                                                | 2010              | Superettan        | 23           | 18           | 2         | 1         | 0              | 0              | 25     | 19     |
| Hammarby IF                                                | Totalt i klubblag | Totalt i klubblag | 31           | 18           | 2         | 1         | 0              | 0              | 33     | 19     |
| Genoa CFC                                                  | 2010-11           | Serie A           | 0            | 0            | 0         | 0         | 0              | 0              | 0      | 0      |
| Genoa CFC                                                  | 2011-12           | Serie A           | 0            | 0            | 0         | 0         | 0              | 0              | 0      | 0      |
| Genoa CFC                                                  | 2012-13           | Serie A           | 1            | 0            | 0         | 0         | 0              | 0              | 1      | 0      |
| Genoa CFC                                                  | Totalt i klubblag | Totalt i klubblag | 1            | 0            | 0         | 0         | 0              | 0              | 1      | 0      |
| AC Lugano (lån)                                            | 2010-11           | Challenge League  | 10           | 3            | 0         | 0         | 0              | 0              | 10     | 3      |
| AC Lugano (lån)                                            | Totalt i klubblag | Totalt i klubblag | 10           | 3            | 0         | 0         | 0              | 0              | 10     | 3      |
| Padova (lån)                                               | 2011-12           | Serie B           | 12           | 2            | 2         | 0         | 0              | 0              | 14     | 2      |
| Padova (lån)                                               | Totalt i klubblag | Totalt i klubblag | 12           | 2            | 2         | 0         | 0              | 0              | 14     | 2      |
| FC Aarau                                                   | 2013-14           | Super League      | 22           | 5            | 2         | 0         | 0              | 0              | 24     | 5      |
| FC Aarau                                                   | Totalt i klubblag | Totalt i klubblag | 22           | 5            | 2         | 0         | 0              | 0              | 24     | 5      |
| Hammarby IF                                                | 2014              | Superettan        | 18           | 2            | 4         | 1         | 0              | 0              | 22     | 3      |
| Hammarby IF                                                | 2015              | Allsvenskan       | 23           | 3            | 2         | 0         | 0              | 0              | 25     | 3      |
| Hammarby IF                                                | Totalt i klubblag | Totalt i klubblag | 41           | 5            | 6         | 1         | 0              | 0              | 47     | 6      |
| Helsingborgs IF                                            | 2016              | Allsvenskan       | 18           | 2            | 4         | 2         | 0              | 0              | 22     | 4      |
| Helsingborgs IF                                            | Totalt i klubblag | Totalt i klubblag | 18           | 2            | 4         | 2         | 0              | 0              | 22     | 4      |
| GIF Sundsvall                                              | 2017              | Allsvenskan       | 27           | 8            | 0         | 0         | 0              | 0              | 27     | 8      |
| GIF Sundsvall                                              | 2018              | Allsvenskan       | 29           | 18           | 3         | 2         | 0              | 0              | 32     | 20     |
| GIF Sundsvall                                              | 2019              | Allsvenskan       | 13           | 6            | 0         | 0         | 0              | 0              | 13     | 6      |
| GIF Sundsvall                                              | Totalt i klubblag | Totalt i klubblag | 69           | 32           | 3         | 2         | 0              | 0              | 72     | 34     |
| APOEL FC                                                   | 2019-20           | Cyta Championship | 14           | 6            | 1         | 0         | 10             | 1              | 25     | 7      |
| APOEL FC                                                   | Totalt i klubblag | Totalt i klubblag | 14           | 6            | 1         | 0         | 10             | 1              | 25     | 7      |
| IFK Norrköping                                             | 2020              | Allsvenskan       | 8            | 0            | 0         | 0         | 0              | 0              | 8      | 0      |
| IFK Norrköping                                             | Totalt i klubblag | Totalt i klubblag | 8            | 0            | 0         | 0         | 0              | 0              | 8      | 0      |
| GIF Sundsvall                                              | 2021              | Superettan        | 28           | 15           | 3         | 1         | 0              | 0              | 31     | 16     |
| GIF Sundsvall                                              | Totalt i klubblag | Totalt i klubblag | 28           | 15           | 3         | 1         | 0              | 0              | 31     | 16     |
| Antal matcher och mål är korrekt per den 11 februari 2022. |                   |                   |              |              |           |           |                |                |        |        |